# Аделфі (Огайо)
Аделфі (англ. Adelphi) — селище (англ. village) в США, в окрузі Росс штату Огайо. Населення — 322 особи (2020).

## Географія
Аделфі розташоване за координатами 39°27′52″ пн. ш. 82°44′46″ зх. д. / 39.46444° пн. ш. 82.74611° зх. д. (39.464519, -82.746130).  За даними Бюро перепису населення США в 2010 році селище мало площу 0,71 км², з яких 0,71 км² — суходіл та 0,00 км² — водойми.

## Демографія
Згідно з переписом 2010 року, у селищі мешкало 380 осіб у 154 домогосподарствах у складі 100 родин. Густота населення становила 534 особи/км².  Було 175 помешкань (246/км²).
Расовий склад населення:
| - 95,0 % — білих - 1,6 % — чорних або афроамериканців - 0,3 % — азіатів |

До двох чи більше рас належало 3,2 %. Частка іспаномовних становила 0,0 % від усіх жителів.
За віковим діапазоном населення розподілялося таким чином: 26,8 % — особи молодші 18 років, 57,9 % — особи у віці 18—64 років, 15,3 % — особи у віці 65 років та старші. Медіана віку мешканця становила 39,0 року. На 100 осіб жіночої статі у селищі припадало 104,3 чоловіків;  на 100 жінок у віці від 18 років та старших — 97,2 чоловіків також старших 18 років.
Середній дохід на одне домашнє господарство  становив 35 252 долари США (медіана — 31 641), а середній дохід на одну сім'ю — 36 556 доларів (медіана — 30 625). За межею бідності перебувало 32,1 % осіб, у тому числі 53,8 % дітей у віці до 18 років та 7,5 % осіб у віці 65 років та старших.
Цивільне працевлаштоване населення становило 127 осіб. Основні галузі зайнятості: освіта, охорона здоров'я та соціальна допомога — 22,8 %, будівництво — 16,5 %, фінанси, страхування та нерухомість — 13,4 %, роздрібна торгівля — 11,8 %.